# Stazione di Piano di Coreglia-Ponte all'Ania
La stazione di Piano di Coreglia-Ponte all'Ania è una fermata ferroviaria dismessa posta sulla ferrovia Lucca-Aulla. Serviva la frazione Piano di Coreglia, del comune di Coreglia Antelminelli, e Ponte all'Ania.

## Storia
La fermata venne inaugurata il 17 luglio 1911 con la denominazione iniziale di "Ponte all'Ania", successivamente mutata in quella attuale, in concomitanza con il tronco Bagni di Lucca-Castelnuovo di Garfagnana.
Nel 1912 la fermata accolse il convoglio che ospitava la salma di Giovanni Pascoli.
Venne dismessa nel 2002 a causa del poco traffico registrato da RFI. Nello stesso anno la fermata risultava impresenziata insieme ad altri 25 impianti situati sulla linea.

## Strutture e impianti
La fermata disponeva di un fabbricato viaggiatori, in stato di abbandono ed invaso dalla vegetazione, e di una banchina che serviva l'unico binario di corsa della linea.

## Servizi
La fermata disponeva di:
- Biglietteria a sportello
- Sala d'attesa